# Яргунькино
Яргу́нькино (чув. Ярхуньушкӑнь) — деревня в  Аликовском муниципальном округе Чувашской Республики. Входила в состав Крымзарайкинского сельского поселения до его упразднения в 2022 году.
В настоящее время деревня в основном газифицирована.

## География
Деревня расположена в 5 км к северо-западу от села Аликово. Рядом проходит автомобильная дорога Ядрин — Аликово — Вурнары.

### Климат
Климат умеренно континентальный с продолжительной холодной зимой и тёплым летом. Средняя температура января −12,9 °C, июля 18,3 °C, абсолютный минимум достигал −44 °C, абсолютный максимум 37 °C. За год в среднем выпадает до 552 мм осадков.

## Население
| 2010 | 2012 |
| ---- | ---- |
| 111  | ↗148 |

## История
До 1927 года Яргунькино входила в Аликовскую волость Ядринского уезда. С 1 ноября 1927 года хыççăн деревня в составе Аликовского района, а 20 декабря 1962 года включена в Вурнарский район. С 14 марта 1965 года — снова в Аликовском районе.

## Связь и средства массовой информации
- Связь: ОАО «Волгателеком», Би Лайн, МТС, Мегафон. Развит интернет ADSL технологии.
- Газеты и журналы: Аликовская районная газета «Пурнăç çулĕпе»-«По жизненному пути» (языки публикаций: чувашский, русский).
- Телевидение: Население использует эфирное и спутниковое телевидение, за отсутствием кабельного телевидения. Эфирное телевидение позволяет принимать национальный канал на чувашском и русском языках.